# Contea di Custer (Nebraska)
La contea di Custer (in inglese Custer County) è una contea dello Stato del Nebraska, negli Stati Uniti. La popolazione al censimento del 2000 era di 11 793 abitanti. Il capoluogo di contea è Broken Bow.

## Comuni
City
- Broken Bow
- Sargent

Villaggi
- Anselmo
- Ansley
- Arnold
- Berwyn
- Callaway
- Comstock
- Mason City
- Merna
- Oconto

CDP
- Westerville